# Sint-Annakerk (Tilburg)
De Sint-Annakerk was een parochiekerk in de Noord-Brabantse stad Tilburg. De kerk was gelegen aan de Capucijnenstraat 29.

## Geschiedenis
De Sint-Annaparochie was een afsplitsing van de Korvelse parochie. In 1899 kwam de kerk gereed naar ontwerp van Henri van den Abeelen. De kerk vertoonde bouwkundige instabiliteit en werd na de Tweede Wereldoorlog nog gerestaureerd. Nadat begin 1970 bekend werd dat 22 van de 31 katholieke kerken in Tilburg zouden moeten sluiten was de Sint-Annakerk de eerste die -al in 1970- werd onttrokken aan de eredienst. In 1973 werd de kerk gesloopt. Slechts de pastorie en de torenhaan bleven behouden. De laatste werd aangebracht tegen een gevel van een woongebouw in de Capucijnenstraat.

## Gebouw
Het betrof een beeldbepalende bakstenen kruiskerk in eclectische stijl (neogotiek en neoromaans). De vensters waren rondbogig. Op de viering bevond zich een hoge koepel, gesierd met een lantaarn. De voorgevel werd geflankeerd door twee torens, elk voorzien van vier puntgevels en daarop een koepeltje als spits.
De kerk had een rijk versierd interieur.